# Parc national Royal
Le parc national Royal en Australie se situe immédiatement au sud de la métropole Sydney en Nouvelle-Galles du Sud.
Fondé par Sir John Robertson, alors premier ministre de Nouvelle-Galles du Sud le 26 avril 1879, il est le premier parc national d'Australie et le deuxième plus vieux parc national au monde, après celui de Yellowstone aux États-Unis. Son nom original était The National Park (le parc national), mais il a été rebaptisé en 1955 après que la reine d'Australie, Élisabeth II, l'ait traversé pour se rendre à Wollongong au cours de sa visite en Australie en 1954. (On pourrait faire valoir que ce parc est le plus ancien parc national au monde, celui de Yellowstone ayant été initialement classé en "recreation area" (« zone récréative »)).
Le parc a été ajouté à la liste du patrimoine national en décembre 2006.

## Généralités

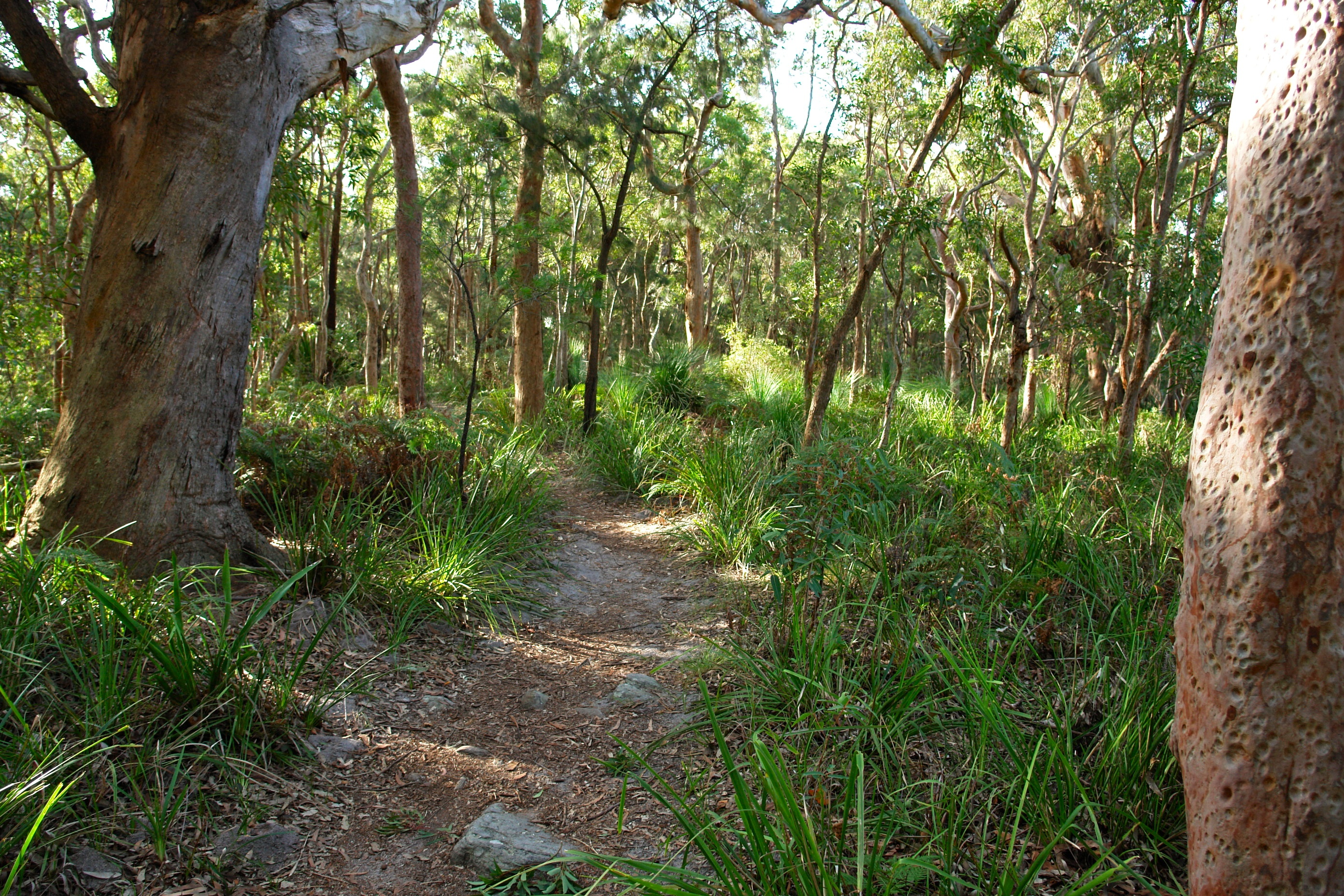
Un sentier dans le parc national Royal

Le parc abrite les hameaux d'Audley, Maianbar et Bundeena. Il possédait autrefois une ligne de chemin de fer de la City Rail Illawarra, mais qui est maintenant fermée depuis 1991. Le Sydney Tramway Museum, exploite une partie de la ligne pour y faire circuler un tramway.
Audley peut être accessible par la route et il existe plusieurs gares à la périphérie du parc. Bundeena et Maianbar peuvent également être rejoints par une route ou par un service de bacs à partir de Cronulla. Un accès par la route est également possible à partir du sud à Otford  près de Stanwell Park.
Il existe de nombreux sentiers de randonnée, points de barbecue et pique-nique dans tout le parc. Le VTT est autorisé sur les sentiers et les pistes coupe-feu. Il y a des parkings juste à l'intérieur du parc pour laisser les véhicules. Un droit de péage de 12,00 $ australien s'applique lorsque vous circulez en voiture dans le parc.
Une randonnée populaire est celle longeant la côte. Il faut deux jours de marche, le premier jour de Bundeena à North Era avec camping sur place pour la nuit. La deuxième journée conduit à Otford, où il y a une gare. Cette promenade est souvent faite dans le cadre de la Duke of Edinburgh's Award.
De grands feux de brousse, en 1994, ont détruit une grande partie du parc. Ces zones sont en cours de réhabilitation.
Il y a des terrains de camping à Bundeena et à North Era. Ce sont les seuls endroits où le camping est autorisé dans le parc et il faut une réservation.